# Данило II
Данило II (на сръбски: Данило II) е сръбски православен духовник и хронист, Печки архиепископ през 1324 – 1337 година.
Той е роден около 1270 година в благородническо семейство. Получава добро образование, замонашва се и пише поредица от биографии на сръбски владетели и архиепископи. Заема архиепископския пост в разцвета на управлението на Неманичите и участва активно в дворцовия живот.
Данило II умира през 1337 година, канонизиран като светец и паметта му се отбелязва на 2 януари (20 декември стар стил).